# NDRG3
NDRG3 (англ. NDRG family member 3) – білок, який кодується однойменним геном, розташованим у людей на довгому плечі 20-ї хромосоми. Довжина поліпептидного ланцюга білка становить 375 амінокислот, а молекулярна маса — 41 409.
| 10         |  | 20         |  | 30         |  | 40         |  | 50         |
| ---------- |  | ---------- |  | ---------- |  | ---------- |  | ---------- |
| MDELQDVQLT |  | EIKPLLNDKN |  | GTRNFQDFDC |  | QEHDIETTHG |  | VVHVTIRGLP |
| KGNRPVILTY |  | HDIGLNHKSC |  | FNAFFNFEDM |  | QEITQHFAVC |  | HVDAPGQQEG |
| APSFPTGYQY |  | PTMDELAEML |  | PPVLTHLSLK |  | SIIGIGVGAG |  | AYILSRFALN |
| HPELVEGLVL |  | INVDPCAKGW |  | IDWAASKLSG |  | LTTNVVDIIL |  | AHHFGQEELQ |
| ANLDLIQTYR |  | MHIAQDINQD |  | NLQLFLNSYN |  | GRRDLEIERP |  | ILGQNDNKSK |
| TLKCSTLLVV |  | GDNSPAVEAV |  | VECNSRLNPI |  | NTTLLKMADC |  | GGLPQVVQPG |
| KLTEAFKYFL |  | QGMGYIPSAS |  | MTRLARSRTH |  | STSSSLGSGE |  | SPFSRSVTSN |
| QSDGTQESCE |  | SPDVLDRHQT |  | MEVSC      |  |            |  |            |

A: Аланін

C: Цистеїн

D: Аспарагінова кислота

E: Глутамінова кислота

F: Фенілаланін

G: Гліцин

H: Гістидин

I: Ізолейцин

K: Лізин

L: Лейцин

M: Метіонін

N: Аспарагін

P: Пролін

Q: Глутамін

R: Аргінін

S: Серин

T: Треонін

V: Валін

W: Триптофан

Кодований геном білок за функцією належить до фосфопротеїнів. 
Задіяний у таких біологічних процесах, як ацетилювання, альтернативний сплайсинг. 